# Martin Nadaud (Métro Paris)

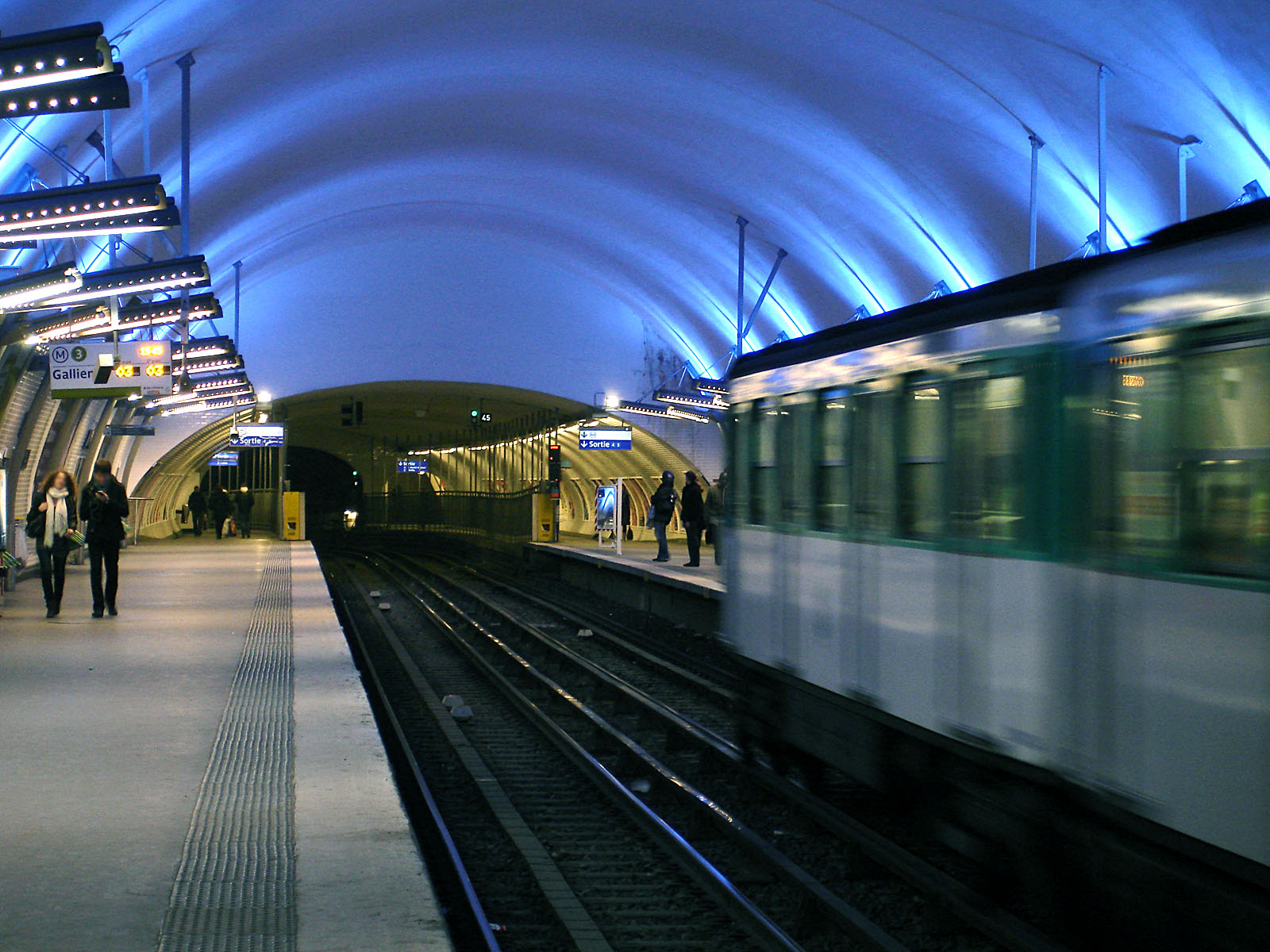
Station Gambetta, im Hintergrund die aufgelassene Station Martin Nadaud

Martin Nadaud ist eine geschlossene unterirdische Station der Pariser Métro. Sie liegt an der Linie 3.

## Lage
Die Station befindet sich im 20. Arrondissement von Paris.

## Name

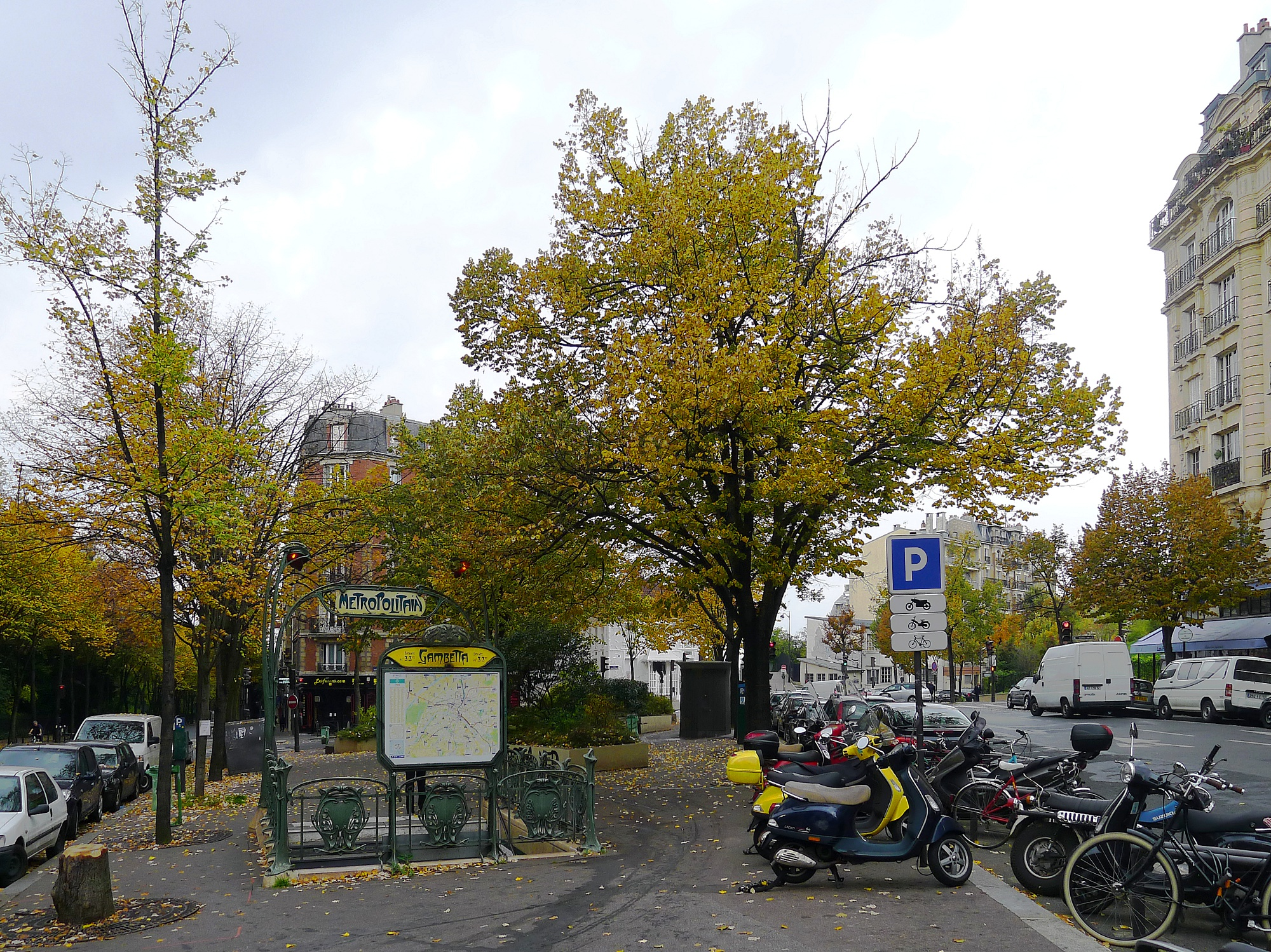
Die Place Martin Nadaud mit dem denkmalgeschützten Zugang

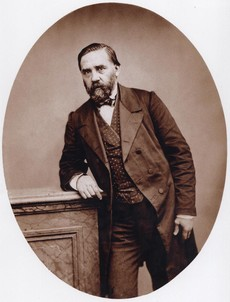
Martin Nadaud

Namengebend ist der Platz Place Martin Nadaud. Martin Nadaud war Maurer, Freimaurer, republikanisch-sozialistischer Politiker und Verfasser von Literatur über die Arbeiterklasse. Er wurde 1815 im Dorf La Martinèche geboren, das zur Gemeinde Soubrebost gehört. 
Mit 16 Jahren ging Nadaud nach Paris und begann auf den dortigen Baustellen zu arbeiten. Er war zunächst Hilfsarbeiter und wurde danach gelernter Maurer und schließlich Baustellenleiter. Bis 1849 blieb er im Beruf tätig. In seinen Memoiren mit dem Titel Mémoires de Léonard, ancien garçon maçon beschrieb er das Leben der Wanderarbeiter in der Zeit der Julimonarchie (1830–1848). Ab 1848 war er lokaler Interessenvertreter der Wanderarbeiter aus dem Département Creuse und kandidierte am 13. Mai 1849 erfolgreich bei den nationalen Wahlen.
Mit dem Putsch Louis-Napoleon Bonapartes am 2. Dezember 1851 wurde Nadaud ins englische Exil gezwungen, von wo er erst 1870 zurückkehren konnte. 1876 bis 1889 war er erneut Abgeordneter für das Arrondissement Bourganeuf. Er starb 1898 in La Martinèche.

## Geschichte
Eröffnet wurde die Station am 25. Januar 1905. Im Zuge der geplanten Verlängerung der Linie 3 nach Gallieni wurde am 23. August 1969 die bisherige Station geschlossen. Die neue Station, die unmittelbar östlich an die alten Bahnsteige anschloss, erhielt den Namen der ebenfalls geschlossenen Endstation Gambetta. Der bisherige Eingang und die Schalterhalle blieben erhalten, die Bahnsteige dienen als Zugänge zur neuen Station.

## Beschreibung
Die gewölbeartig aufgebaute Station befindet sich unter der Avenue Gambetta in Höhe des Platzes Place Martin Nadaud. Sie weist zwei Seitenbahnsteige an zwei Streckengleisen auf. Der von Hector Guimard im Stil des Art Nouveau gestaltete Zugang ist weitgehend im Original erhalten, er steht unter Denkmalschutz.
Mit nur 230 Meter war der Abstand zur alten Station Gambetta der kürzeste im gesamten Métronetz.

## Fahrzeuge
An der Station verkehrten konventionelle Fahrzeuge, die Bauart Sprague-Thomson wurde 1967 von der Baureihe MF 67 abgelöst. Diese Züge sind im Jahr 2020 nach wie vor auf der Linie 3 im Einsatz.